# Лужки (Островский район)
Лужки — деревня в Островском районе Псковской области. Входит в состав Воронцовской волости.
Расположена на реке Вревка, при её впадении в Великую, в 40 км к юго-востоку от города Остров и в 11 км к югу от волостного центра, села Воронцово.
Численность населения деревни по состоянию на 2000 год составляла 2 жителей.